# Анджелкович, Миодраг
Миодраг Анджелкович (серб. Миодраг Анђелковић / Miodrag Anđelković; 7 августа 1977, Титова-Митровица) — сербский футболист, нападающий.

## Карьера
Миодраг играл в ряде европейских и азиатских клубов и в двух бразильских клубах. Наибольшее количество матчей нападающий провёл за белградский ОФК. За сборную Сербии не сыграл ни одного матча. Футболист завершил карьеру в 2012 году.